# Peter Hendreich
Peter Hendreich (ur. 1631 w Gdańsku, zm. 2 listopada 1670 w Gdańsku) – brandenburski urzędnik konsularny.
Przodkowie (noszący ówcześnie nazwisko Henriques) pochodzili z północnej Francji, którą opuścili prawdopodobnie z powodów religijnych; rodzice mieszkali w Gdańsku. Studiował, wraz z bratem, na Uniwersytecie we Frankfurcie nad Odrą (1648-). Pełnił funkcję agenta Brandenburgii w Gdańsku (1667-1670).